# Inspektorat Wsparcia Sił Zbrojnych

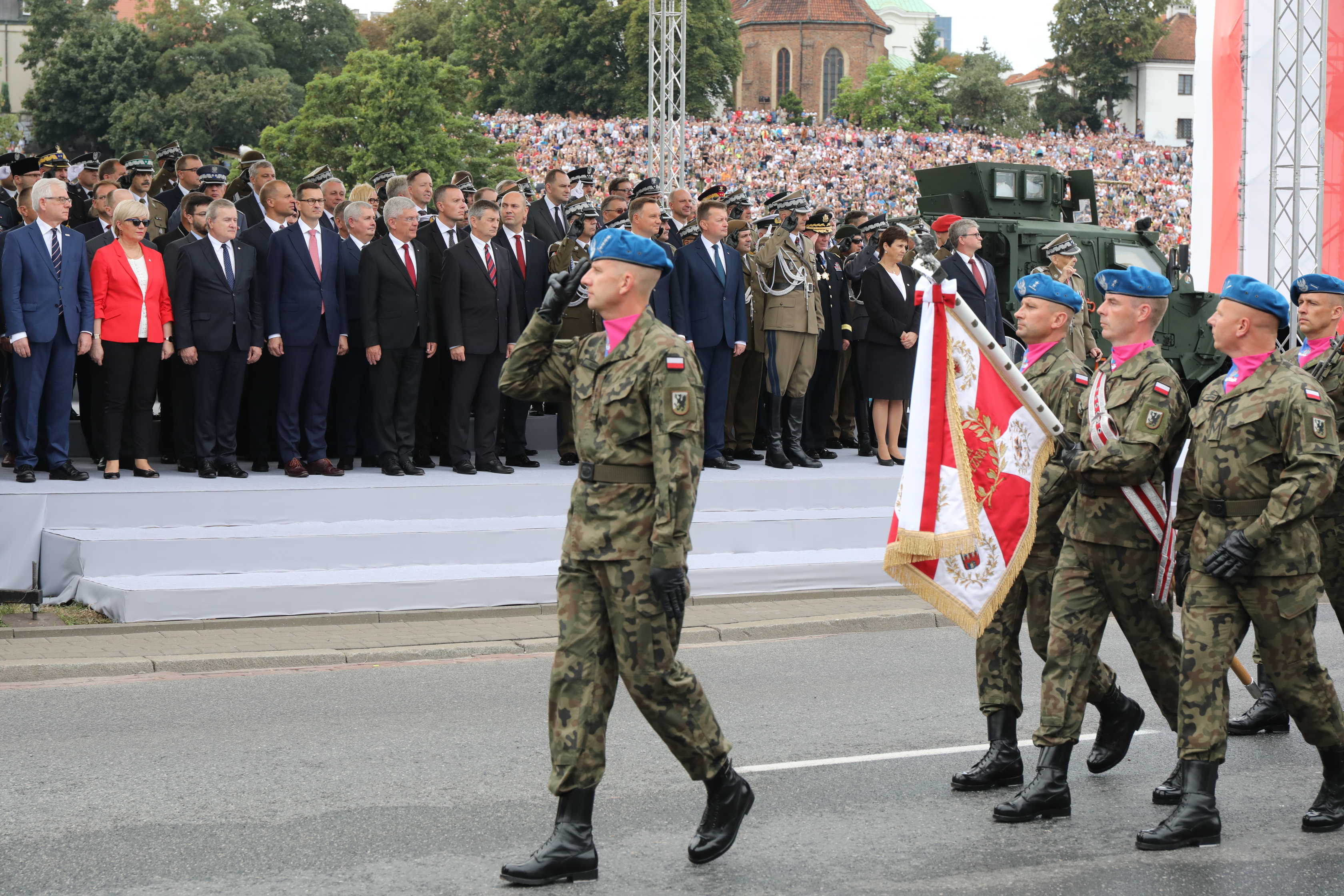
Obchody Święta Wojska Polskiego w 2018

Inspektorat Wsparcia Sił Zbrojnych (IWsp SZ) – jednostka organizacyjna wojska z siedzibą w Bydgoszczy, za pomocą której wykonuje swoje zadania Szef Inspektoratu Wsparcia Sił Zbrojnych, odpowiedzialny za planowanie pełnego zabezpieczenia logistycznego funkcjonowania Sił Zbrojnych Rzeczypospolitej Polskiej.
Inspektorat został powołany decyzją Ministra Obrony Narodowej nr Z-74/Org./P1 z 6 października 2006. Gotowość do działania osiągnął 1 stycznia 2008, przejmując zadania logistyczne od dowództw rodzajów sił zbrojnych.
Od początku powstania do 22 grudnia 2018 Inspektorat podlegał Dowództwu Generalnemu Sił Zbrojnych. 23 grudnia 2018, po zmianie w systemie dowodzenia i kierowania siłami zbrojnymi RP z 4 października 2018, Inspektorat zmienił swoje podporządkowanie i wszedł w podporządkowanie szefa Sztabu Generalnego Wojska Polskiego.

Insygnia
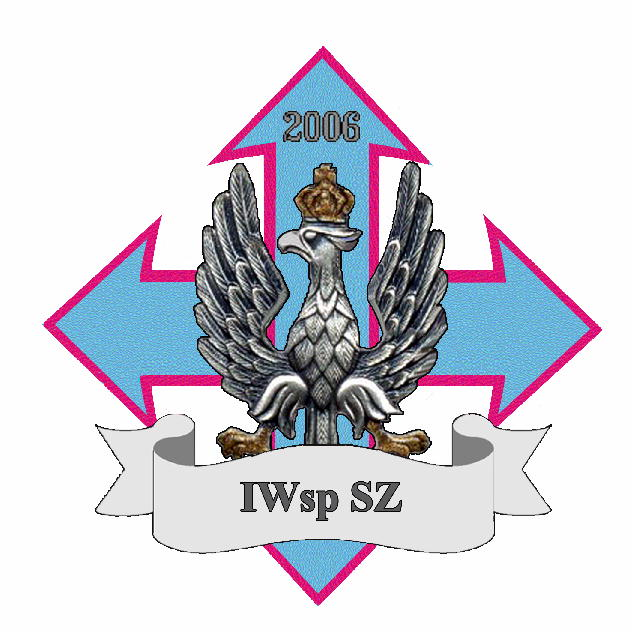
Odznaka pamiątkowa
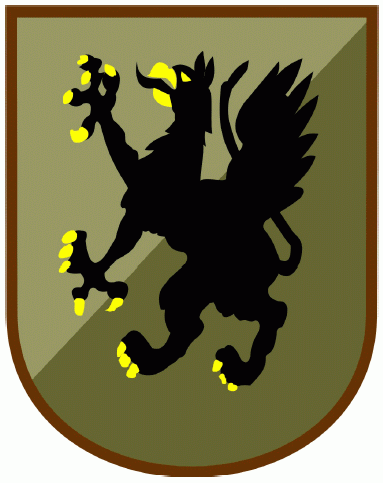
Oznaka rozpoznawcza na mundur wyjściowy (2014-2025)
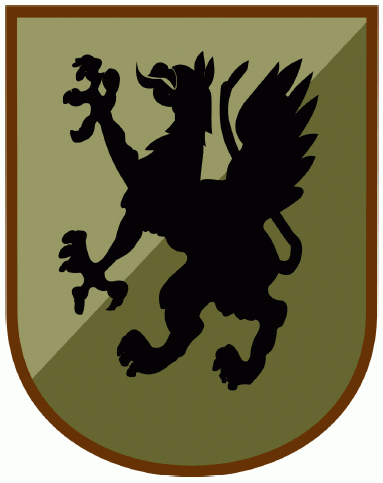
Oznaka rozpoznawcza na mundur polowy (2014-2025)
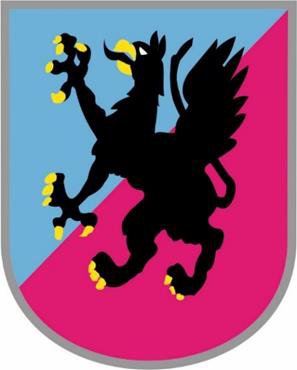
Oznaka rozpoznawcza na mundur wyjściowy (2025-dziś)
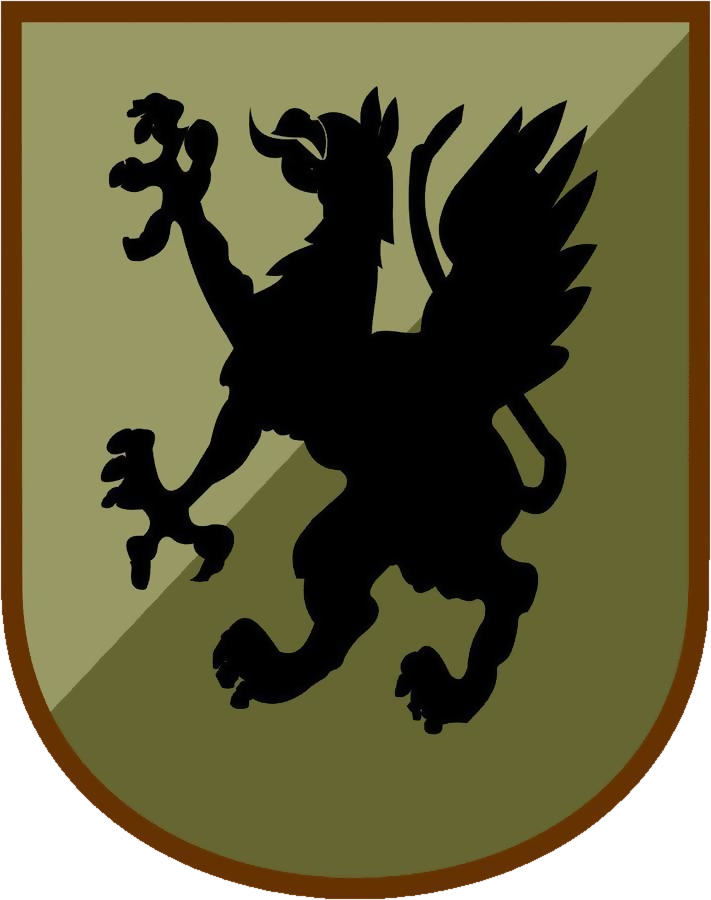
Oznaka rozpoznawcza na mundur polowy (2025-dziś)
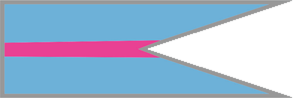
Proporczyk na beret (2025-dziś)

## Zadania
Do zadań Inspektoratu Wsparcia Sił Zbrojnych należy:
- organizowanie i kierowanie systemem wsparcia logistycznego Sił Zbrojnych, w tym zabezpieczeniem logistycznym jednostek wojskowych użytych lub przebywających poza granicami państwa;
- kierowanie procesem planowania i realizacji zadań wynikających z pełnienia funkcji państwa-gospodarza (HNS) i państwa wysyłającego;
- zarządzanie obroną terytorialną, wydzielonymi siłami inżynierii wojskowej i obrony przed bronią masowego rażenia;
- dowodzenie podległymi związkami organizacyjnymi i jednostkami wojskowymi;
- planowanie oraz realizacja mobilizacyjnego i operacyjnego rozwinięcia podległych związków organizacyjnych i jednostek wojskowych;
- szkolenie podległych związków organizacyjnych i jednostek wojskowych;
- wykonywanie zadań związanych z udziałem oddziałów i pododdziałów wojskowych w zwalczaniu klęsk żywiołowych i likwidacji ich skutków, ochrony mienia, akcji poszukiwawczych oraz ratowania lub ochrony zdrowia i życia ludzkiego, a także w oczyszczaniu terenów z materiałów wybuchowych i niebezpiecznych pochodzenia wojskowego oraz ich unieszkodliwianiu, a także w realizacji zadań z zakresu zarządzania kryzysowego;
- zapewnianie uzupełnienia potrzeb osobowych jednostek wojskowych;
- współpraca z innymi organami i podmiotami w sprawach związanych z obronnością państwa.

## Struktura organizacyjna
Inspektorat Wsparcia Sił Zbrojnych:
- Pion Szefa Sztabu
- Pion Szefa Logistyki
- Szefostwo Finansów
- Oddział Komunikacji Społecznej
- Oddział Ochrony inf. Niejawnych
- Oddział Prawny
- Wydział Koordynacji i Kontroli
- Wydział Wykorzystania Doświadczeń
- Audyt Wewnętrzny
- Sekretariat

Jednostki i instytucje bezpośrednio podporządkowane:
1. Brygady logistyczne
  - 1 Brygada Logistyczna
  - 10 Brygada Logistyczna
  - 4 Brygada Logistyczna
2. Regionalne bazy logistyczne
  - 1 Regionalna Baza Logistyczna
  - 2 Regionalna Baza Logistyczna
  - 3 Regionalna Baza Logistyczna
  - 4 Regionalna Baza Logistyczna
3. Zarządy infrastruktury wojskowej
  - Stołeczny Zarząd Infrastruktury w Warszawie
  - Wojskowy Zarząd Infrastruktury w Poznaniu
  - Rejonowy Zarząd Infrastruktury w Bydgoszczy
  - Rejonowy Zarząd Infrastruktury w Gdyni
  - Rejonowy Zarząd Infrastruktury w Krakowie
  - Rejonowy Zarząd Infrastruktury w Lublinie
  - Rejonowy Zarząd Infrastruktury w Olsztynie
  - Rejonowy Zarząd Infrastruktury w Szczecinie
  - Rejonowy Zarząd Infrastruktury we Wrocławiu
  - Rejonowy Zarząd Infrastruktury w Zielonej Górze
  - 12 Terenowy Oddział Lotniskowy w Warszawie
  - 17 Terenowy Oddział Lotniskowy w Gdańsku
4. Ośrodki badawcze
  - Wojskowy Ośrodek Badawczo-Wdrożeniowy Służby Żywnościowej w Warszawie
  - Wojskowy Ośrodek Badawczo-Wdrożeniowy Służby Mundurowej w Łodzi
  - Ośrodek Badawczy Służby MPS
5. Inne jednostki
  - Wojskowy Ośrodek Farmacji i Techniki Medycznej – Celestynów
  - Szefostwo Transportu i Ruchu Wojsk – Centrum Koordynacji Ruchu Wojsk (STiRW – CKRW)
  - Centrum Kierowania Ruchem Wojsk na Teatrze
  - Centrum Szkolenia Logistyki
  - Oddział Zabezpieczenia Centrum Szkolenia Sił Połączonych Organizacji Traktatu Północnoatlantyckiego
  - Batalion Dowodzenia Inspektoratu Wsparcia Sił Zbrojnych
  - Batalion Ochrony Bazy w Redzikowie

Jednostki nie wymienione w Instytucjach bezpośrednio podporządkowanych, ale według zarządzenia nr 28/MON z 31 października 2013 podlegają Inspektoratowi Wsparcia Sił Zbrojnych:
- 1 Baza Lotnictwa Transportowego
- 8 Baza Lotnictwa Transportowego
- 33 Baza Lotnictwa Transportowego
- 21 Baza Lotnictwa Taktycznego
- 22 Baza Lotnictwa Taktycznego
- 23 Baza Lotnictwa Taktycznego
- 31 Baza Lotnictwa Taktycznego
- 32 Baza Lotnictwa Taktycznego
- 41 Baza Lotnictwa Szkolnego
- 42 Baza Lotnictwa Szkolnego
- Komenda Portu Wojennego – Gdynia
- Komenda Portu Wojennego – Świnoujście
- Wojskowy Ośrodek Szkoleniowo-Kondycyjny w Zakopanem

## Obsada personalna
Szefowie
- gen. dyw. Zbigniew Głowienka (7 X 2006 – 26 VIII 2007)
- gen. bryg./gen. dyw. Zbigniew Tłok-Kosowski (27 VIII 2007 – 15 VIII 2013)
- gen. broni Edward Gruszka (15 VIII 2013 – 4 III 2016)
- gen. bryg./gen. dyw. Dariusz Łukowski[10] (5 III 2016 – 1 VII 2019[11])
- gen. bryg./gen. dyw. Dariusz Ryczkowski[12] (1 VII 2019[11] – 31 III 2021)
- gen. bryg./gen. dyw. Artur Kępczyński (od 1 IV 2021 – 9 I 2025)
- gen.bryg. Dariusz Mendrala (od 23 I 2025)[13]

Zastępcy szefa – szefowie sztabu
- gen. bryg. Jerzy Krzywiecki (X 2006 – 6 XI 2009)
- gen. bryg. Ryszard Szczepiński (6 XI 2009 – 6 IV 2016)
- gen. bryg. Zbigniew Powęska (11 IV 2016 – 15.07.2019)
- cz.p.o. płk Krzysztof Głuszak (15.07.2019 – 04.11.2019)
- gen. bryg. Jacek Perkowski (od 04.11.2019 - 20.01.2025)

- cz.p.o. płk Krzysztof Głuszak

Zastępcy szefa – szefowie logistyki
- gen. bryg. Roman Klecha
- gen. bryg. Dariusz Łukowski (17 XII 2011 – 17 VIII 2014)
- p.o. płk mgr inż. Jerzy Jastrzębski (18 VIII – 9 XII 2014)
- płk mgr Jacek Mroczek (10 XII 2014 – 22 XI 2016)
- płk Dariusz Żuchowski (22 XI 2016 – 10 VII 2018)
- płk/gen. bryg. Bogdan Dziewulski (10 XII 2018 – 1 XII 2020)[14]
- płk/gen. bryg. Artur Kępczyński (1 XII 2020 – 2 XI 2021)[14]
- płk/gen. bryg. Piotr Wagner (11 VII 2022 – nadal)[15]